# Marcoeffekten (film)
Marcoeffekten (danska: Marco effekten) är en dansk deckarfilm från 2021 som baseras på den femte romanen i bokserien Avdelning Q av Jussi Adler-Olsen. Den är regisserad av Martin Zandvliet med manus skrivet av Anders Frithiof August och Thomas Porsager.
Filmen hade premiär i Danmark den 27 maj 2021, utgiven av Nordisk Film.

## Rollista
- Ulrich Thomsen – Carl Mørck
- Thomas W. Gabrielsson
- Zaki Youssef – Assad
- Sofie Torp – Rose
- Henrik Noël Olesen
- Helle Pilar Larsen – Sjuksköterska